# Промша
Про́мша (бел. Про́мша) — река в Новогрудском и Дятловском районах Белоруссии, правый приток Молчади. Длина реки — 32 км, площадь её водосбора — 74 км². Среднегодовой расход воды в устье — 0.5 м³/с. Средний уклон водной поверхности — 4,8 ‰.
Исток реки находится восточнее деревни Большие Лезневичи (Новогрудский район) в 4 км к юго-западу от центра города Новогрудок. В верховьях также именуется Семковка. Река течёт на запад, вскоре после истока перетекает в Дятловский район. Течёт по склонам Новогрудской возвышенности, в среднем и нижнем течении в основном по лесным массивам. Принимает сток из небольших мелиоративных каналов. Долина преимущественно трапециевидная, шириной 0,3-0,7 км. Пойма двухсторонняя, в верхнем течении местами заболоченная, ниже сухая, открытая. Русло от истока на протяжении 7 км канализировано, ниже извилистое; его ширина от 3 м в верховье до 9 м в нижнем течении.
Река протекает деревни и сёла Семково, Гагарино (Новогрудский район); Боцковичи, Яцуки (Дятловский район).
Впадает в Молчадь у деревни Устье.